# Roman Nyikolajevics Sirokov
Roman Nyikolajevics Sirokov (oroszul: Роман Николаевич Широков; Gyedovszk, 1981. július 6. –) orosz válogatott labdarúgó, jelenleg a Zenyit játékosa. Posztját tekintve középső középpályás.

## Pályafutása

### Klubcsapatokban
Mielőtt 2008-ban a Zenyithez került addig megfordult sok csapatban, melyek a következők voltak: CSZKA Moszkva II (1998–2000), CSZKA Moszkva (2001), Torpedo-ZIL (2001), Isztra (2002–2004), Vidnoye (2004), FK Szaturn (2005), Rubin Kazany (2006), Himki (2007)

### Válogatottban
Az orosz labdarúgó-válogatottban 2008. március 26-án egy Románia elleni mérkőzésen mutatkozott be. Részt vett a 2008-as labdarúgó-Európa-bajnokságon, ahol az elődöntőig jutottak.
Az Európa-bajnoki keretszűkítést követően a szövetségi kapitány Dick Advocaat nevezte őt a 2012-es Eb-re készülő 23 fős keretébe. A torna nyitónapján az oroszok második gólját ő szerezte Csehország ellen.

## Sikerei, díjai

### Klubcsapattal
- Zenyit:
- Orosz bajnok: 2010
- Orosz kupa-győztes: 2010
- UEFA-kupa-győztes: 2008
- UEFA-szuperkupa-győztes: 2008